# Esther Henseleit
Esther Henseleit (født 1999) er en tysk golfspiller.
Hun repræsenterede Tyskland ved sommer-OL 2024 i Paris, hvor hun vandt sølv.